# Baldassare Castiglione

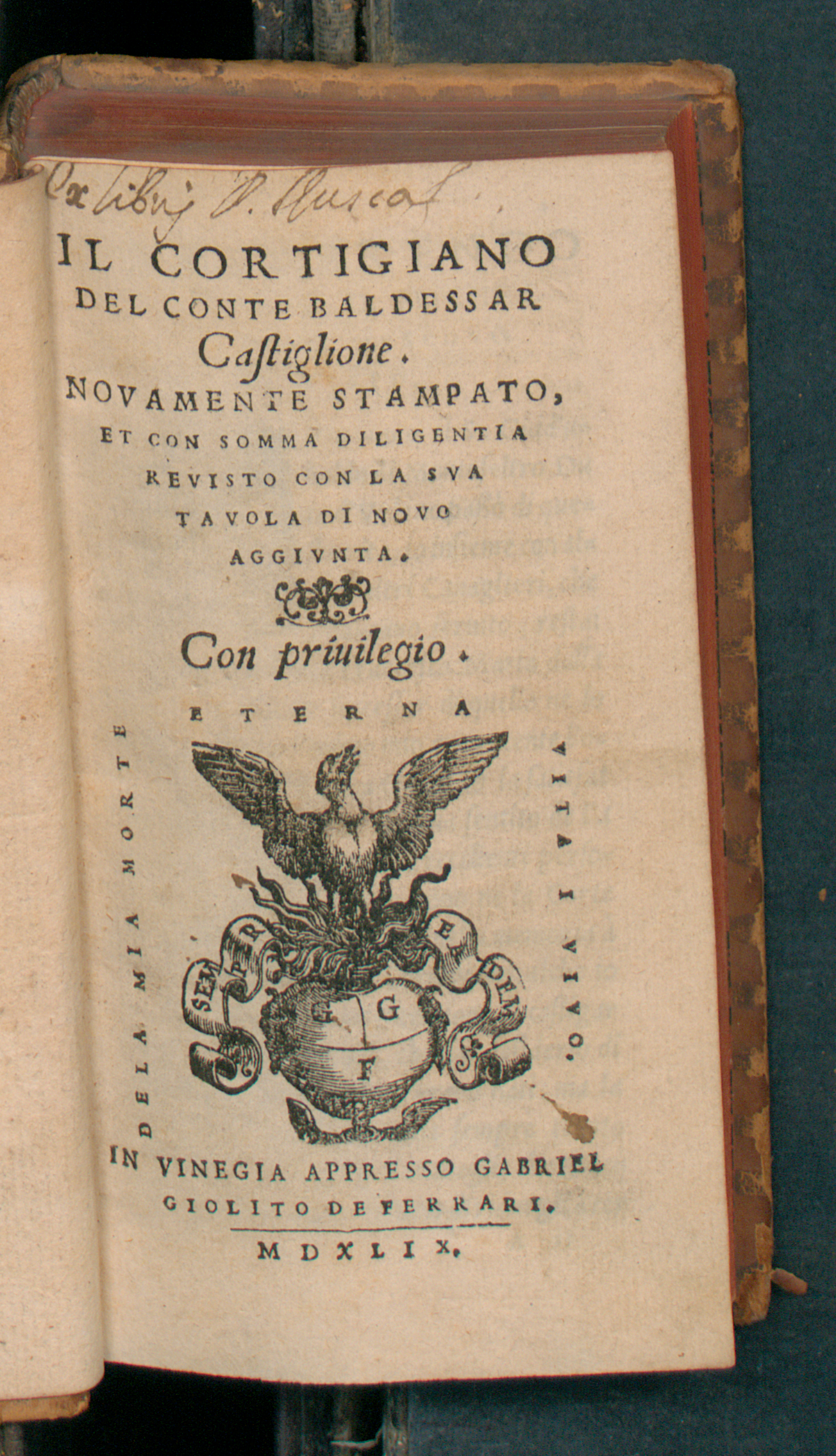
Cortegiano, 1549

Baldassare Castiglione (Màntua, 6 de desembre de 1478 - Toledo, 8 de febrer de 1529) va ser un escriptor italià, famós per la seva obra Il libro del Cortegiano (El cortesà), una guia per al bon govern que reflecteix els ideals polítics i culturals del Renaixement. L'ideal del cortesà és una persona educada, que respecta l'amistat, estima una dama platònicament i coneix la cultura clàssica. L'obra va tenir gran repercussió i es va traduir a la majoria de llengües europees.

## Biografia
Castiglione va nàixer a Màntua, Itàlia, al si d'una antiga família llombarda que havia emigrat a Màntua en l'època del marquès Lluís III Gonzaga, parent de Luigia Gonzaga, la mare de Castiglione.
Va seguir estudis clàssics a Màntua i a Milà, on va ser alumne de Merula i de Calcondila. Va formar part de la cort de Lluís el Moro i a la mort d'aquest, va unir-se a la cort dels Gonzaga a Màntua. L'any 1499 va morir son pare, i Baldassare el va succeir en les funcions de cap de família. També acompanyà el marquès en l'entrada reial a Milà de Lluís XII de França. Al servei de Gonzaga, va anar a Roma l'any 1504 per integrar-se en la cort de Guidobald I Montefeltro, duc d'Urbino.
Urbino era llavors la cort més brillant i més refinada d'Itàlia, una cruïlla cultural dirigida per la duquessa Elisabetta Gonzaga i la seua cunyada Maria Emilia Pia, que comptava com a artistes de plantilla a personatges de l'alçada de Pietro Bembo o Miquel Àngel, a més de nombrosos homes de lletres. Els invitats tenien com a costum l'organització de competicions intel·lectuals que donaven com a resultat una rica activitat literària i cultural.
L'any 1506, Castiglione va escriure i va interpretar en companyia de Cosme Conzaga la seua ègloga Tirsi, en la qual, de manera encoberta, descrivia la vida a la cort d'Urbino. L'obra conté ressonàncies de la poesia antiga i contemporània, amb ecos de Virgili, Poliziano i Sannazaro. Va ser ambaixador del duc d'Urbino a Anglaterra, en el regnat d'Enric VIII.
A la mort de Guidobald, el va succeir Francesco Maria della Rovere i Castiglione va romandre a la seua cort i amb ell va participar en l'expedició contra la República de Venècia encapçalada pel papa Juli II, el que li valgué guanyar el comtat de Novellata, prop de Pesaro. Quan va ascendir al tron pontifici el papa Lleó X, Castiglione va ser enviat a Roma com ambaixador d'Urbino. Hi esdevingué amic d'artistes i escriptors, de manera destacada de Rafael, qui va pintar el seu retrat (avui dia al Museu del Louvre).
L'any 1516, Castiglione va tornar a Màntua, on es va casar amb Ippolita Torelli, descendent d'una família noble. Ell li havia escrit dues cartes apassionades, expressant-li els seus sentiments més pregons, però ella havia de morir quatre anys més tard, mentre el seu marit es trobava a Roma en qualitat d'ambaixador del duc de Màntua. L'any 1521, el papa Lleó X li atorgà la tonsura i Castiglione començà una carrera eclesiàstica.
El 1524, el papa Climent VII el va enviar a Madrid en qualitat de nunci apostòlic (ambaixador de la Santa Seu), va seguir l'emperador Carles V a Toledo, Sevilla i Granada. Al maig de 1527 les tropes imperials van envair i saquejar Roma i el papa va reprotxar Castiglione el fet de no haver-lo informat de les intencions de l'emperador. Castiglione va trametre una carta al papa, datada el 10 de desembre de 1527, en què li deia que el saqueig havia estat motivat per l'ambigüitat i les contradiccions de la política papal.
Contra tot pronòstic, va rebre les excuses del papa i honors de l'emperador. Avui dia sembla que Baldassare Castiglione no va ser en cap mesura responsable del Saqueig de Roma, i que va jugar el seu paper a Espanya de forma honorable. En conseqüència, el rumor que es va estendre dient que Castiglione havia mort dels remordiments és infundat, va morir de pesta negra.
El 1528, any anterior a la seua mort, va ser publicat a Venècia el seu llibre més cèlebre, El cortesà. Hi descriu la cort d'Urbino al temps del duc Guidobald I Montefeltro, i el seu cortesà ideal, a través de diàlegs filosòfics i culturals. Es va traduir al francès l'any 1537, després al castellà, a l'anglès, a l'alemany i al llatí. Esdevingué un manual de costums a les corts europees.
Les seues obres menors són menys conegudes però no menys interessants. Els sonets d'amor i les quatre Amorose canzoni conten el seu amor platònic per Elisabetta Gonzaga en un estil que recorda Petrarca. Els pre-romàntics van inspirar-se en el seu sonet Superbi colli e voi, sacre ruine. Les seues poesies llatines són destacables, com ara l'elegia De morte Raphællis pictoris a la mort de Rafael, i un altre en què imagina la seua pròpia mort. La seua interessant correspondència descriu no només l'home i la seua personalitat, sinó també els personatges cèlebres que va tenir l'oportunitat de conèixer i freqüentar a causa de la seua activitat diplomàtica.
Baldassare Castiglione va morir a Toledo l'any 1529, als cinquanta anys.